# Serguei Dvortsevoi
Serguei Vladimirovitx Dvortsevoi (rus: Сергей Владимирович Дворцевой, Ximkent, Kazakhstan, 18 d'agost de 1962) és un cineasta kazakh d'origen rus. El seu llargmetratge de 2008 Tulpan, va ser la presentació oficial dels Premis Oscar 2009 a la categoria Pel·lícula en llengua estrangera.
Dvortsevoy va treballar com a enginyer d'aviació. També va treballar durant nou anys com a enginyer de ràdio a Aeroflot; abans d'estudiar cinema a Moscou a principis dels anys noranta. Les seves pel·lícules van obtenir immediatament reconeixement internacional, rebent premis i reconeixement a festivals d'arreu del món, inclosa la nominació de Txlebni den (1998) per al prestigiós Premi Joris Ivens al Festival Internacional de Cinema Documental d'Amsterdam. L'any següent, el seu treball va ser presentat al Robert Flaherty Film Seminar, una institució dedicada a l'adhesió de Flaherty a l'objectiu de veure i representar la condició humana. Els documentals de Dvortsevoi aposten pel cinema d'observació. Els seus súbdits són persones que viuen a Rússia i als voltants en transició; intenten de la seva manera individual aconseguir una existència.
Tulpan va ser la primera pel·lícula de ficció de Dvortsevoi i va ser nominada als Asia Pacific Screen Awards de 2009 a la millor pel·lícula (que va guanyar) ia la millor direcció.
El 2018 va dirigir Ayka, que fou nominada a la Palma d'Or al 71è Festival Internacional de Cinema de Canes, on va rebre el premi a la Millor actriu.

## Filmografia
- Stxastie (1996)
- Txlebni den (1998)
- Highway (1999)
- V temnote (2004)
- Tulpan (2008)
- Ayka (2018)